# セコンド/アーサー・ハミルトンからトニー・ウィルソンへの転身
『セコンド/アーサー・ハミルトンからトニー・ウィルソンへの転身』（Seconds）は、1966年に公開されたSF映画である。主演はロック・ハドソン。監督はジョン・フランケンハイマー、音楽はジェリー・ゴールドスミス、タイトルデザインはソール・バスが担当した。

## 概要
デヴィッド・イーリイの原作をもとに特異なカメラワークで非日常的で不条理な世界を描いている。敢えてモノクロで撮影されアカデミー撮影賞にノミネートされているが、興行的には失敗した。現在では価値が見直されカルト映画として評価されている。原題は「2番目達」という意味である。影なき狙撃者と五月の七日間、そしてこの作品はジョン・フランケンハイマーによるパラノイア3部作と呼ばれている。

## あらすじ
アーサー・ハミルトンは平凡な銀行員で、何不自由なく暮らしていた。ある日を境におかしな電話がかかってくるようになり、見知らぬ男から住所の書かれた紙を手渡される。電話の主は死んだはずの親友であり、その住所へ行けと懇願される。アーサーは不思議な誘惑に駆られ、銀行を抜け出しその書かれた住所に向かう。

## キャスト
- ロック・ハドソン - トニー・ウィルソン
- サロメ・ジェンズ - ノーラ・マーカス
- ジョン・ランドルフ - アーサー・ハミルトン
- ウィル・ギア - 老人
- マーレイ・ハミルトン - チャーリー・エバンス
- リチャード・アンダーソン - イネス医師
- ジェフ・コーリー - ルビー

## 受賞
第39回アカデミー賞
- 撮影賞（ノミネート）

## 補足
この作品のテーマである転生は偶然にも出演者の転生でもある。ハリウッドの赤狩りによって追放されていた3人（ジョン・ランドルフ、ウィル・ギア、ジェフ・コーリー）がこの作品でカムバックした。